# 前362年
| 千纪： | 前1千纪 |
| 世纪： | 前5世纪 \| 前4世纪 \| 前3世纪 |
| 年代： | 前390年代 \| 前380年代 \| 前370年代 \| 前360年代 \| 前350年代 \| 前340年代 \| 前330年代 |
| 年份： | 前367年 \| 前366年 \| 前365年 \| 前364年 \| 前363年 \| 前362年 \| 前361年 \| 前360年 \| 前359年 \| 前358年 \| 前357年                                                                       |
| 纪年： | 周顯王七年 魯共公二十一年 田齊桓公十三年 晉孝公二十七年 趙成侯十三年 魏惠王八年 韓昭侯元年 秦獻公二十三年 楚宣王八年 宋剔成君八年 衛聲公十一年 燕後桓公十一年 越王無余十一年 中山桓公十九年 |

## 大事記
- 秦乘魏與韓、趙戰於澮水之機，以庶長國為將，再次攻擊魏少梁，擊敗魏軍，俘其主將公孫痤並佔領繁龐。
- 韓國打敗魏國。
- 趙國打數魏國。
- 澮北之戰，魏敗韓、趙於浍。
- 衛聲公薨，子衛成侯速立。
- 燕桓公薨，子燕文公立。
- 秦獻公薨，子秦孝公渠梁立。是時山東有六強國，皆以夷狄視秦，於是秦孝公發憤，布德修政，想要秦國富強。
- 來自於希臘北部的底比斯在曼丁尼亞戰役擊敗了來自於伯羅奔尼撒半島的斯巴達，然而此役的結果也為馬其頓征服希臘鋪平了道路。

## 出生
- 歐邁尼斯（約前362年—前316年）

## 逝世
- 秦献公，秦國君主。
- 衛聲公
- 伊巴密濃達，領導底比斯脫離斯巴達控制，並且使底比斯躍升為一等強國的將軍與政治家。